# لز بارت
لز بارت (به فرانسوی: Les Barthes) یک کامین در فرانسه است که در Canton of Castelsarrasin-2 واقع شده‌است.

## خصوصیات
لز بارت ۸٫۲ کیلومترمربع مساحت و ۴۶۶ نفر جمعیت دارد و ۸۷ متر بالاتر از سطح دریا واقع شده‌است.